# Daniel Riu i Periquet
Daniel Riu i Periquet (Sort, 1880 - Madrid, 5 de maig de 1961) fou un advocat i polític català, germà d'Emili Riu i Periquet i conegut com "lo Riu segon". Fou diputat a les Corts Espanyoles durant la restauració borbònica.

## Biografia
Llicenciat en dret, s'especialitzà en dret fiscal, i durant un temps va dirigir a Madrid les revistes Revista de Economía y Hacienda (1898) i Anuario Financiero y de Valores Mobiliarios (1916). Aquest darrer any va presentar la tesi doctoral El impuesto sobre el aumento de valor de los bienes inmuebles, on afirmava que la imposició sobre la plusvàlua dels immobles a l'augment de valor del terreny, fet que s'accentuava sobretot a les grans ciutats.
Milità en el Partit Liberal, en la facció Izquierda Liberal de Santiago Alba Bonifaz, amb la qual dominà la política local de la zona del Pallars i fou elegit diputat pel districte de Tremp a les eleccions generals espanyoles de 1916, 1918, 1919, 1920 i 1923. Fou un dels diputats catalans que participà en l'Assemblea de Parlamentaris de 1917 i el 1918 fou nomenat director general de Duanes. Durant la dictadura de Primo de Rivera fou director general de Treball, governador del Banc Exterior d'Espanya i conseller d'estat de la CAMPSA.
L'agost de 1918 Daniel Riu formava part del consell d'administració de la Sociedad Productora de Fuerzas Motrices, fundada el 1911 pel seu germà Emili.
Durant la Segona República Espanyola va restar políticament postergat. A les eleccions generals espanyoles de 1936 es va vincular al Partit Republicà Radical, però quan aquest va decidir no presentar-se dins les llistes del Front Català d'Ordre, va presentar a Lleida la seva pròpia candidatura, que no va reeixir i que provocà la seva expulsió del partit.

## Obres
- La liquidación de los presupuestos del Estado y esbozo d'un plan de política financiera (1935).